# Platinum (videogiochi)
Platinum è un'etichetta che si assegna ai videogiochi più venduti per Sony PlayStation nelle regioni PAL, in particolare l'Europa (compresi il Regno Unito e Irlanda), Australia, Nuova Zelanda, India e Africa. Nel mercato nordamericano sono conosciuti come Greatest Hits.
I titoli Platinum sono riconoscibili da una banda colorata che corre lungo la parte superiore della copertina. Nella PlayStation 2 i giochi Platinum erano riconoscibili per la banda d'argento come confine della copertina, la cover grigia anziché blu come per i giochi standard, il disco invece oltre ad avere la scritta planinum è sempre a specchio con scritte nere. Il marchio PlayStation compare due volte, una volta sul bordo di platino, e una volta sul davanti del gioco originale. Il secondo tipo di copertina Platinum ha un bordo nero, vi è anche un globo rosso che si trova nella parte inferiore del gioco originale della copertina con la dicitura Platinum su di esso. La PlayStation 3 invece per i giochi Platinum usa uno sfondo giallo con la scritta nera sulla sinistra.
Per diventare Platinum è necessario che un gioco venda oltre 400 000 copie in tutto il mondo in sei mesi. Per PlayStation 2 e PlayStation Portable non vi è alcun obiettivo specifico per raggiungere lo status di platino, come indicato da SCEE in comunicati stampa. Dopo aver raggiunto il necessario livello di vendite, Sony deve spesso abbassare i prezzi del titolo originale a livelli di prezzi Platinum (in genere circa alla metà del prezzo originale). La distinzione Platinum è stata poi estesa alla PSP e PlayStation 3. I primi titoli Platinum PS3 sono stati pubblicati il 1º agosto 2008.
A partire dal 2012, inoltre, Sony ha ufficializzato l'arrivo della nuova collana di giochi per PlayStation 3 chiamati Essentials, simili alla omonima creata per PlayStation Portable. Questi titoli sono generalmente giochi vecchi di 2 o più anni venduti a prezzo ridotto.

## Titoli Platinum per PlayStation
- 007 Racing
- A sangue freddo
- Ace Combat 2
- Ace Combat 3: Electrosphere
- Actua Soccer
- Adidas Power Soccer
- Adidas Power Soccer International
- Air Combat
- Aladdin: La vendetta di Nasira
- Alien Trilogy
- Ape Escape
- Atlantis - L'impero perduto
- A Bug's Life
- Battle Arena Toshinden
- Bust a move 2
- C-12: Final Resistance
- Chase the Express
- Colin McRae Rally
- Colin McRae Rally 2.0
- Colony Wars
- Command & Conquer
- Command & Conquer: Red Alert
- Command & Conquer: Red Alert: Retaliation
- Cool Boarders 2
- Cool Boarders 3
- Cool Boarders 4
- Crash Bandicoot
- Crash Bandicoot 2: Cortex Strikes Back
- Crash Bandicoot 3: Warped
- Crash Bash
- Crash Team Racing
- Croc: Legend of the Gobbos
- Dancing Stage EuroMix
- Dancing Stage PARTY EDiTiON
- Destruction Derby
- Destruction Derby 2
- Destruction Derby Raw
- Die Hard Trilogy
- Digimon World
- Dino Crisis 2
- Dinosaur
- Disney's Hercules
- Tarzan
- Doom
- Driver
- Driver 2
- F1 Championship Season 2000
- Fade to Black

- FIFA: Road to World Cup 98
- FIFA 99
- FIFA 2000
- Final Doom
- Final Fantasy VII
- Final Fantasy VIII
- Final Fantasy IX
- Formula 1
- Formula 1 '97
- Formula One 2001
- G-Police
- Gran Turismo
- Gran Turismo 2
- Grand Theft Auto
- Heart of Darkness
- Il pianeta del tesoro
- International Track & Field
- International Superstar Soccer Pro
- International Superstar Soccer 98
- ISS Pro Evolution
- The Italian Job
- Loaded
- Le follie dell'imperatore
- Legacy of Kain: Soul Reaver
- Lilo & Stitch: Grosso guaio alle Hawaii
- Medal of Honor
- Medal of Honor: Underground
- MediEvil
- MediEvil 2
- Metal Gear Solid
- Mickey's Wild Adventure
- Micro Machines
- Monsters, Inc. Scare Island
- Monopoly
- Mortal Kombat Trilogy
- Moto Racer
- Moto Racer 2
- Moto Racer World Tour
- The Need for Speed
- Need for Speed: Porsche 2000
- Oddworld: Abe's Oddysee
- Pandemonium
- Paperino: Operazione Papero
- Peter Pan: L'avventura nell'Isola che non c'è
- PGA Tour '96
- Porsche Challenge
- Puzzle Bobble 2
- Rayman
- Rayman 2: The Great Escape
- Resident Evil
- Resident Evil 2

- Ridge Racer
- Ridge Racer Revolution
- Ridge Racer Type 4
- Road Rash
- Scooby-Doo and the Cyber Chase
- Silent Hill
- Soul Blade
- Soviet Strike
- Spider-Man
- Spider-Man 2: Enter Electro
- Spyro the Dragon
- Spyro 2: Gateway to Glimmer
- Spyro: Year of the Dragon
- Street Fighter EX Plus Alpha
- Street Fighter: The Movie
- Stuart Little 2
- Syphon Filter
- Syphon Filter 2
- Syphon Filter 3
- Tekken
- Tekken 2
- Tekken 3
- The X-Files: The Game
- Thunderhawk 2: Firestorm
- Tigger's Honey Hunt
- Time Crisis
- Time Crisis: Project Titan
- TOCA Touring Car Championship
- TOCA World Touring Cars
- Tomb Raider
- Tomb Raider II
- Tomb Raider III
- Tomorrow Never Dies
- Tony Hawk's Pro Skater 2
- Tony Hawk's Pro Skater 3
- Tony Hawk's Pro Skater 4
- Tony Hawk's Skateboarding
- Total Drivin'
- Toy Story 2: Woody e Buzz alla riscossa!
- True Pinball
- Twisted Metal 2: World Tour
- V-Rally
- V-Rally 2
- Wip3out
- Wipeout
- Wipeout 2097
- The World Is Not Enough
- World Rally Championship Arcade
- Worms
- WWF SmackDown
- WWF SmackDown 2: Know Your Role

## Titoli Platinum per PlayStation 2
- 007: Quantum Of Solace
- 24: The Game
- 50 Cent: Bulletproof
- Atene 2004
- Ben 10: Protector of Earth
- Battlefield 2: Modern Combat
- Black
- Bratz: Rock Angelz (Australia)
- Bratz: Forever Diamondz (Australia)
- Brothers in Arms: Road to Hill 30
- Burnout
- Burnout 2: Point of Impact
- Burnout 3: Takedown
- Burnout Dominator
- Burnout: Revenge
- Call of Duty: Finest Hour
- Call of Duty 2: Big Red One
- Call of Duty 3
- Canis Canem Edit
- Cars
- Colin McRae Rally 2005
- Colin McRae Rally 3
- Conflict: Desert Storm
- Conflict: Desert Storm II
- Conflict: Vietnam
- Crash Bandicoot: L'ira di Cortex
- Crash Nitro Kart
- Crash Twinsanity
- Crash Tag Team Racing
- Crazy Taxi
- Dead or Alive 2
- Devil May Cry
- Devil May Cry 2
- Dragon Ball Z: Budokai
- Dragon Ball Z: Budokai 2
- Dragon Ball Z: Budokai 3
- Dragon Ball Z: Budokai Tenkaichi
- Dragon Ball Z: Budokai Tenkaichi 2
- Dragon Ball Z: Budokai Tenkaichi 3
- Dragon Quest VIII: L'odissea del re maledetto
- DRIV3R
- Enter the Matrix
- EyeToy: Play
- EyeToy: Play 2
- EyeToy: Play 3
- EyeToy: Play Sports
- FIFA 2001
- FIFA Football 2003
- FIFA Football 2004
- FIFA Football 2005
- FIFA 06
- FIFA 07
- FIFA 08
- FIFA 09
- FIFA 10
- FIFA 11
- FIFA 12
- FIFA 13
- FIFA 14
- FIFA Street
- FIFA Street 2
- Final Fantasy X
- Final Fantasy X-2
- Final Fantasy XII
- Alla ricerca di Nemo
- Formula One 2001
- Formula One 2002
- Formula One 2003
- Formula One 04
- Formula One 05
- Formula One 06
- The Getaway
- The Getaway: Black Monday
- God of War
- God of War II
- Gran Turismo 3
- Gran Turismo 4
- Gran Turismo Concept
- Grand Theft Auto III
- Grand Theft Auto: Vice City
- Grand Theft Auto: San Andreas
- Grand Theft Auto: Liberty City Stories
- Grand Theft Auto: Vice City Stories
- Harry Potter e la camera dei segreti

- Harry Potter e il calice di fuoco
- Harry Potter e il prigioniero di Azkaban
- Harry Potter: Quidditch World Cup
- Hitman 2: Silent Assassin
- Hitman: Blood Money
- Hulk
- L'era glaciale 2 - Il disgelo
- Gli Incredibili
- Jak and Daxter: The Precursor Legacy
- Jak II: Renegade
- Jak 3
- Jak X
- James Bond 007: Agent Under Fire
- James Bond 007: Everything or Nothing
- James Bond 007: Nightfire
- Juiced
- Killzone
- Kingdom Hearts
- Kingdom Hearts II
- Il pianeta del tesoro
- Il Signore degli Anelli: Il ritorno del re
- Il Signore degli Anelli: La Compagnia dell'Anello
- Il Signore degli Anelli: La Terza Era
- Il Signore degli Anelli: Le due torri
- Legends of Wrestling 2
- LEGO Indiana Jones: Le avventure originali
- LEGO Star Wars: Il videogioco
- Lego Star Wars II: The Original Trilogy
- Madagascar
- Max Payne
- Medal of Honor: European Assault
- Medal of Honor: Frontline
- Medal of Honor: Rising Sun
- Medal of Honor: Vanguard
- Metal Gear Solid 2: Sons of Liberty
- Metal Gear Solid 3: Snake Eater
- Midnight Club: Street Racing
- Midnight Club II
- Monsters, Inc. Scare Island
- Mortal Kombat: Deadly Alliance
- MotoGP
- MotoGP 3
- MotoGP 4
- MX vs. ATV Unleashed (Australia)
- Need for Speed: Most Wanted
- Need for Speed: Underground
- Need for Speed: Underground 2
- Need for Speed: Carbon
- Oni
- Onimusha: Warlords
- Pac-man World 2
- Prince of Persia: Le sabbie del tempo
- Prince of Persia: I due troni
- Prince of Persia: Spirito guerriero
- Pro Evolution Soccer
- Pro Evolution Soccer 2
- Pro Evolution Soccer 3
- Pro Evolution Soccer 4
- Pro Evolution Soccer 5
- Pro Evolution Soccer 6
- Pro Evolution Soccer 2008
- Ratatouille
- Ratchet & Clank
- Ratchet e Clank 2: Fuoco a volontà
- Ratchet & Clank 3
- Ratchet: Gladiator
- Rayman 2: Revolution
- Rayman 3: Hoodlum Havoc
- RC Revenge Pro
- Red Faction
- Red Faction II
- Resident Evil 4

- Resident Evil Code: Veronica X
- Resident Evil Outbreak
- Ricky Ponting Cricket 2005
- Ricky Ponting International Cricket 2007 (Australia)
- Rugby 2004 (Australia)
- Shadow of the Colossus
- Shadow the Hedgehog
- Shrek 2
- Silent Hill 2: Director's Cut
- I Simpson - Il videogioco
- The Simpsons Hit & Run
- The Sims
- The Sims 2
- The Sims Bustin' Out
- Smash Court Tennis Pro Tournament 2
- Smuggler's Run
- SOCOM: U.S. Navy SEALs
- SOCOM II: U.S. Navy SEALs
- SOCOM 3: U.S. Navy SEALs
- Sonic Heroes
- Sonic Mega Collection Plus
- Soulcalibur III
- Spider-Man
- Spider-Man 2
- Spyro: Enter the Dragonfly
- Spyro: A Hero's Tail
- The Legend of Spyro: A New Beginning
- SSX
- SSX 3
- SSX on Tour
- SSX Tricky
- Star Wars: Battlefront
- Star Wars: Battlefront II
- Star Wars Episodio III: La vendetta dei Sith
- Star Wars: Starfighter
- State of Emergency
- Stuntman
- Tekken 4
- Tekken 5
- Tekken Tag Tournament
- This Is Football 2002
- This Is Football 2003
- This Is Football 2004
- This Is Football 2005
- Tiger Woods PGA Tour 2004
- TimeSplitters
- TimeSplitters 2
- TOCA Race Driver
- TOCA Race Driver 2
- TOCA Race Driver 3
- Tom Clancy's Splinter Cell
- Tom Clancy's Splinter Cell: Pandora Tomorrow
- Tom Clancy's Splinter Cell: Double Agent
- Tomb Raider: The Angel of Darkness
- Tomb Raider: Anniversary
- Tomb Raider: Legend
- Tony Hawk's American Wasteland
- Tony Hawk's Pro Skater 3
- Tony Hawk's Pro Skater 4
- Tony Hawk's Underground
- Tourist Trophy
- True Crime: Streets of LA
- Ultimate Spider-Man
- V8 Supercars Race Driver (Australia)
- V8 Supercars Race Driver 2 (Australia)
- V8 Supercars Race Driver 3 (Australia)
- The Warriors
- World Rally Championship
- World Rally Championship II Extreme
- WRC 3
- World Rally Championship
- WWE SmackDown! Here Comes the Pain
- WWE SmackDown! Shut Your Mouth
- WWE SmackDown! vs. Raw
- WWE SmackDown! vs. RAW 2006
- WWE SmackDown! vs. RAW 2007
- WWE Smackdown! vs. RAW 2009
- WWE Smackdown! vs. RAW 2010
- WWE Smackdown! vs. RAW 2011
- WWF SmackDown! Just Bring It
- XIII

## Titoli Platinum per PlayStation Portable
- Ace Combat X: Skies of Deception
- Ape Academy
- Brothers in Arms: D-Day
- Burnout Dominator[5]
- Burnout Legends
- Call of Duty: Roads to Victory
- Cars
- Colin McRae Rally
- Crash Tag Team Racing
- Crisis Core: Final Fantasy VII
- Daxter
- Dragon Ball Z: Shin Budokai
- Dragon Ball Z: Shin Budokai 2
- Driver 76
- Dynasty Warriors
- Everybody's Golf
- FIFA 06
- FIFA 07
- FIFA 08
- FIFA 09
- FIFA Street 2
- Fired Up
- Formula One 06
- F1 Grand Prix
- Gangs of London
- Go! Sudoku
- God of War: Chains of Olympus
- God of War: Ghost of Sparta[6]
- Grand Theft Auto: Liberty City Stories
- Grand Theft Auto: Vice City Stories[7]
- Gran Turismo[8]

- Harry Potter e il calice di fuoco
- Jak and Daxter: Una sfida senza confini[9]
- Killzone: Liberation
- LEGO Indiana Jones: Le avventure originali
- Lego Star Wars II: The Original Trilogy
- Lemmings
- LittleBigPlanet (PSP)[10]
- LocoRoco
- Lumines
- Medal of Honor: Heroes
- Medal of Honor: Heroes 2
- MediEvil Resurrection
- Metal Gear Solid: Portable Ops
- Midnight Club 3 - DUB Edition
- MotoGP
- MotorStorm: Arctic Edge[11]
- Namco Museum Battle Collection
- Naruto: Ultimate Ninja
- Need for Speed: Carbon
- Need for Speed: Most Wanted
- Need for Speed: ProStreet
- Need for Speed: Undercover
- Need for Speed: Underground Rivals
- Peter Jackson's King Kong
- Prince of Persia: Revelations
- Prince of Persia: Rival Swords
- Pro Evolution Soccer 5
- Pro Evolution Soccer 6
- Pro Evolution Soccer 2009
- Pro Evolution Soccer 2011[12]
- Pursuit Force
- Pursuit Force: Extreme Justice
- Ratchet & Clank: L'altezza non conta

- Ridge Racer
- Ridge Racer 2
- Secret Agent Clank
- Sega Mega Drive Collection
- I Simpson - Il videogioco
- The Sims 2
- The Sims 2: Castaway
- The Sims 2: Pets
- Smash Court Tennis 3
- SOCOM: U.S. Navy SEALs Fireteam Bravo 2
- Sonic Rivals
- Tom Clancy's Splinter Cell: Essentials
- Star Wars: Battlefront II
- Star Wars: The Force Unleashed
- Syphon Filter: Dark Mirror
- Tekken 5: Dark Resurrection
- Test Drive Unlimited
- Tomb Raider: Legend
- Virtua Tennis: World Tour
- Wipeout Pulse
- Wipeout Pure
- World Rally Championship
- World Rally Championship 3
- World Rally Championship 4
- Worms: Open Warfare
- WWE SmackDown! vs. RAW 2006
- WWE SmackDown vs. Raw 2007
- WWE SmackDown vs. Raw 2008
- WWE SmackDown vs. Raw 2009

## Titoli Platinum per PlayStation 3
- Army of Two
- Assassin's Creed[13]
- Assassin's Creed 2
- Assassin's Creed Brotherhood[13][14][15]
- Assassin's Creed: Revelations
- Assassin's Creed 3
- Batman: Arkham Asylum[13][16]
- Battlefield: Bad Company
- Battlefield: Bad Company 2[13][17]
- BioShock
- Burnout Paradise
- Call of Duty 3[13]
- Call of Duty 4: Modern Warfare[13][18]
- Call of Duty: World at War
- Colin McRae: DiRT
- Colin McRae: Dirt 2[13]
- Dante's Inferno[13][19]
- Dead Space 2[20]
- Devil May Cry 4
- The Elder Scrolls IV: Oblivion - Game of the Year Edition
- Eyepet Move Edition[13]
- Fallout 3
- Far Cry 2[13][21]
- FIFA 08
- FIFA 09
- FIFA 10
- FIFA 11[13][22]
- FIFA Street 3
- Fight Night Round 4[13]
- Final Fantasy XIII
- Formula One Championship Edition
- God of War III[13][23]
- Gran Turismo 5[13][24][25]
- Gran Turismo 5 Prologue
- Grand Theft Auto IV[13][26]
- Heavenly Sword
- Heavy Rain[13][27][28]
- James Cameron's Avatar: Il gioco[13]
- Just Cause 2
- InFamous
- Killzone 2
- Killzone 3[13][29][30]
- LittleBigPlanet
- LittleBigPlanet 2[13][24][31]

- Mafia 2[32][33]
- Metal Gear Solid 4: Guns of the Patriots
- Midnight Club: Los Angeles
- ModNation Racers
- MotorStorm
- MotorStorm: Pacific Rift
- MotorStorm: Apocalypse[13][29][34]
- Need for Speed: Carbon
- Need for Speed: ProStreet
- Need for Speed: Shift[13]
- Portal 2[35]
- Pro Evolution Soccer 2009
- Pro Evolution Soccer 2010
- Pro Evolution Soccer 2011[13][36][37]
- Pro Evolution Soccer 2012
- Prototype[13][38]
- Race Driver: Grid[13]
- Ratchet & Clank: Armi di distruzione[13]
- Ratchet & Clank: A spasso nel tempo[13]
- Red Dead Redemption[39]
- Resistance: Fall of Man[13]
- Resistance 2[13]
- Resistance 3
- Resident Evil 5[13][40]
- Ridge Racer 7
- Saints Row 2
- Soulcalibur IV[13]
- Star Wars: The Force Unleashed
- Street Fighter IV
- Tekken 6[41]
- Tom Clancy's Rainbow Six: Vegas 2[13]
- Tomb Raider: Underworld[13]
- UFC 2009 Undisputed
- Uncharted: Drake's Fortune[13]
- Uncharted 2: Il covo dei ladri[13][42]
- Virtua Tennis 3
- WWE '12
- WWE SmackDown vs. Raw 2008
- WWE SmackDown vs. Raw 2009
- WWE SmackDown vs. Raw 2010
- WWE SmackDown vs. Raw 2011[13]